# Wael Gomaa
Wael Gomaa (arabisch: وائل جمعة, DMG Wāʾil Ǧumʿa; * 3. August 1975 in Mahalla al-Kubra) ist ein ehemaliger ägyptischer Fußballspieler.
Er spielte als Verteidiger bei al Ahly Kairo, wo er acht ägyptische Meisterschaften, drei nationale Pokale und sechs Ausgaben der CAF Champions League gewann, sowie in der ägyptischen Nationalmannschaft. Von 2007 bis 2008 war er an den katarischen Verein Al-Sailiya ausgeliehen.
Wael Gomaa war Stammspieler der ägyptischen Nationalmannschaft bei der Fußball-Afrikameisterschaft 2006, bei der er in jedem Spiel in der Startaufstellung spielte. Zudem wurde er Dritter mit Al-Ahli bei der FIFA-Klub-Weltmeisterschaft 2006.
Wael Gomaa stand ebenfalls im Kader der Afrikameisterschaft 2008. Am 26. März 2011 bestritt er beim Spiel gegen Südafrika sein 100. Länderspiel.